# Quercus blaoensis
Quercus blaoensis — вид дубів, ендемік пд.-сх. В'єтнаму.

## Морфологічна характеристика
Дерево до 15 метрів заввишки. Листки 8–12 × 2.8–3.5 см, ланцетні; основа послаблена, верхівка загострена, безшерстий з обох боків у дорослому віці; верх гладкий, зелений; низ білуватий, трохи восковий; край не хвилястий, зубчастий у верхівковій 1/3; ніжка листка 9–18 мм завдовжки, спочатку жовтувато-ворсиста, потім гола. Жіночі сережки завдовжки 1.5 см, несуть 2–3 квітки. Жолудь яйцюватий, 18 × 17 мм, коротко яйцюватий, густо волосистий, вдавлений на верхівці; чашечка 18–20 мм у діаметрі, охоплює 2/3 горіха, з 8 кільцями луски.

## Поширення
Ендемік пд.-сх. В'єтнаму (провінція Ханьхоа, заповідник Хон Ба). Населяє вічнозелені широколистяні ліси на висотах 200–1100 метрів